# Gameserver
Spieleserver (engl. game server) sind speziell für Mehrspieler-Spiele eingerichtete Server. Spieler können sich mit ihnen verbinden, um miteinander zu spielen. Sie verwalten die Spieldaten und synchronisieren die Handlungen der Spieler gegenseitig. Spieleserver kommen sowohl im Internet, um verschiedene Spieler weltweit zusammenzubringen, als auch lokal auf LAN-Partys, insbesondere wenn keine ausreichend schnelle Verbindung zum Internet besteht, zum Einsatz.
Einen Sonderfall stellen sogenannte Massive Multiplayer Online Games: Bei ihnen werden ganze virtuelle Welten rund um die Uhr auf vielen, miteinander verbundenen Servern verteilt simuliert, in denen ständig tausende Spieler miteinander verbunden sind. Der Betrieb dieser Server obliegt normalerweise allein dem Hersteller oder entsprechend beauftragten Firmen. Letzteres ist bei Free-to-Play-Spielen auch bei anderen Genres der Fall. Ansonsten werden alle oder die meisten Server von Spielern oder Firmen betrieben.

## Geschäftsmodell
Die meisten Spieleserver werden in großen, speziell eingerichteten Rechenzentren betrieben und können für monatliche Gebühren gemietet werden. Abhängig von der Art des Angebots kann man aus Produkt-Paketen mit gegebenenfalls zusätzlichen Limitierungen (maximale Spieleranzahl, geschützter Zugang …) wählen oder bekommt einen Vollzugriff auf einen vorkonfigurierten dedizierten Server zur alleinigen Nutzung.
Je nach Multiplayer-Spiel stellen die Hersteller auch selbst solche Server bereit, um kostenloses Spielen für alle Käufer des Spiels zu garantieren. Teilweise behalten sich die Hersteller sogar den alleinigen Betrieb der Spieleserver vor, beispielsweise um sicherzustellen, dass die Server nur von Käufern des Spiels genutzt werden können und nicht entsprechende Modifikationen eine Kopierschutz-Prüfung umgehen – oder aber um eine monatliche Nutzungsgebühr von den Spielern abschöpfen zu können.

## Administration
Die Administration von Spieleservern kann auf verschiedene Arten erfolgen:
- Über die Oberfläche des Servers (sofern vorhanden)
- Im Spiel selbst
- Über eine Webschnittstelle
- Mit einem externen Programm

Die meisten Anbieter von Spieleservern stellen den Kunden eine Webschnittstelle zur Verfügung, über die die Server administriert werden können. Diese ist meist proprietär und nicht käuflich. Alternativ dazu existieren wenige kommerzielle Lösungen, wie zum Beispiel GameCreate (welches mit Einschränkungen auch kostenlos genutzt werden kann) oder FLOSS Alternativen wie jGameAdmin.
Als herunterladbares, externes Programm hat sich HLSW etabliert. Dies kann auch genutzt werden, falls vom Anbieter keine Webschnittstelle bereitgestellt wird.